# Konsos kulturlandskab
Konsos kulturlandskab er et verdensarvområde i den sydvestlige del af Etiopien, omkring byen Konso/Karat.
Området er 55 km2 stort, og omfatter stensatte terrasser og befæstede landsbyer i højlandet. Landbruget og landskabskulturen som fremdeles holdes i hævd er tilpasset et nedbørsfattigt landskab, og er en levende tradition med ca 400 års historie. Kulturlandskabet genspejler både innovation og socialt samarbejde.
Verdensarvsmindet omfatter også traditionen med «waga»-skulpturer af mennesker udskåret i træ, som er en gravmindetradition. Desuden findes også en levende tradition med steler af sten i byen som en markering af tidligere stammeledere.